# Ken Matthews
Kenneth ("Ken") Joseph Matthews (Birmingham, 21 de junio de 1934-2 de junio de 2019) fue un atleta británico, especialista en marcha atlética.

## Carrera deportiva
Sus mayores éxitos los consiguió en la prueba de 20 km marcha en la que llegó a ser campeón olímpico en los Juegos Olímpicos de Tokio 1964 consiguiendo además el récord olímpico con un tiempo de 1h:29:34. También logró proclamarse campeón de Europa en el Campeonato europeo de Belgrado, en 1962. 
Anteriormente había participado en los Juegos Olímpicos de Roma aunque en aquella ocasión no pudo finalizar la prueba.